# Церковь Константина и Елены (Верея)
Церковь Константина и Елены — православный храм в городе Верея Наро-Фоминского городского округа Московской области. Входит в состав Наро-Фоминского благочиния Одинцовской епархии Русской православной церкви.

## История
Церковь на месте современной существовала задолго до польского нашествия, но в Смутное время была уничтожена. Вновь на старом церковном месте силами посадских людей холодная деревянная церковь была построена и освящена в 1697 году, а в 1732 году на средства местного купца Василия Гаврилова к холодной церкви была пристроена тёплая, освящённая в честь Троицы Живоначальной, с приделом Архангела Гавриила. В середине XVIII века на средства прихожан и купцов Занегиных на месте деревянной церкви было начато строительство кирпичной, во имя святых равноапостольных Константина и Елены, законченное в 1789 году. Архитектурно здание представляет собой постройку типа «восьмерик на четверике», с трапезной и трёхъярусной колокольней; кроме главного придела в трапезной имелись Скорбященский и Никольский. В 1908 году здание капитально ремонтировалось.
22 апреля 1922 года церковные ценности из храма были расхищены советскими властями под предлогом помощи голодающим. 18 апреля 1941 года храм закрыт постановлением Мособлисполкома № 1009. Помещение использовалось в хозяйственных целях.
Постановлением правительства № 84/9 от 15 марта 2002 года церкви присвоен статус памятника архитектуры. В 2004 году в тяжёлом состоянии возвращена верующим. В 2005 году был назначен настоятель и с 6 ноября того же года ведутся регулярные богослужения.